# Acido ortosilicico
L'acido ortosilicico è un ossiacido di formula H4SiO4.
È un composto ternario formato dal metalloide silicio, dal non metallo ossigeno e dall'idrogeno.
Viene prodotto per reazione fra il diossido di silicio e l'acqua, secondo la seguente reazione:
{\displaystyle {\ce {SiO2 + 2 H2O -> H4SiO4}}}
È un composto particolarmente tossico e aggressivo.
Fa parte del gruppo di composti chimici chiamati con il nome di acido silicico, i suoi sali vengono chiamati semplicemente silicati o ortosilicati.